# 八六海戰
八六海戰，又稱八六東山海戰、東山海戰，發生在1965年8月6日，為中華民國國軍與中国人民解放軍之海上衝突。

## 战前國軍計畫
中華民國海軍為執行国防部国光计划室拟定的「海嘯一號」特種作戰任務，意圖以海軍掩護輸送兵力，搭載国军陸軍總司令部特种军事情报隊的M-2型膠舟1艘，载特战工作人員7人，以東山島為目標，實施兩棲偵察及海上突擊襲擾，並相機摧毀解放军沿岸雷達站。

該作戰計畫在海軍僅有海軍總司令部作戰助理參謀長看過，海軍總司令劉廣凱於8月5日上午詳閱作戰計畫後，認為計畫有各種問題，如特遣區隊由左營出航後直航向目標區，很容易被解放軍沿岸觀通系統發現；抵達目標區後仍往返巡弋於東山海面，並開航行燈偽裝商船，敵前曝露易遭襲擊。因此劉廣凱不同意該計畫，要求重擬，但特遣區隊已出航，且國防部嚴令8月6日凌晨到達目標區執行任務，因此劉只能批「閱」。:203

該作戰計畫也於8月5日中午交給空軍總部負責國光計劃的擎天作業室，但擎天作業室並未將計畫轉交給空軍作戰司令部，因此當海軍要求空軍支援時，空軍作戰單位並不知道此一計畫。

## 戰鬥序列

### 國軍
- 海軍巡防第二艦隊
  - 劍門艦（英语：USS Toucan (AM-387)）
  - 章江艦

### 解放軍
- 岸上指挥所[5]
  - 汕头水警区政治委员李学南、副政治委员张山峰、政治部主任傅敬礼
- 海上指挥所
  - 汕头水警区副司令员孔照年、参谋长王锦
- 突击编队
  - 汕头水警区护卫艇41大队护卫艇4艘（舷號558、598、601、611）。汕頭水警區副司令員孔照年指挥。
  - 快艇11大队鱼雷艇6艘（舷號123、131、132、133、134、135）。11大队副政委阎凤起指挥。
- 追击编队
  - 快艇11大队鱼雷艇5艘（舷號119、120、121、122、136）。11大隊政委劉維煥、副大隊長張壽瀛指挥。

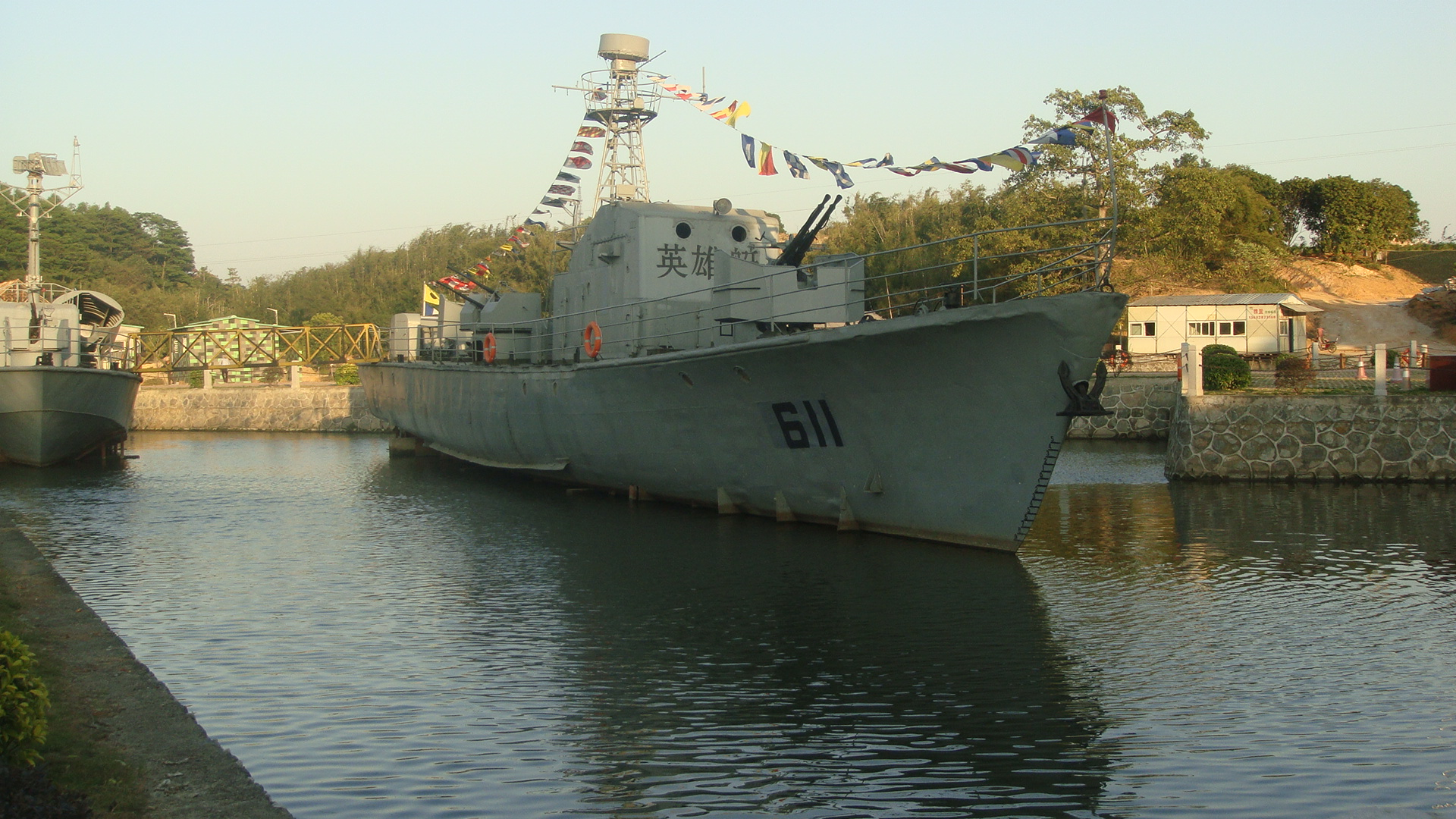
611护卫艇

## 經過

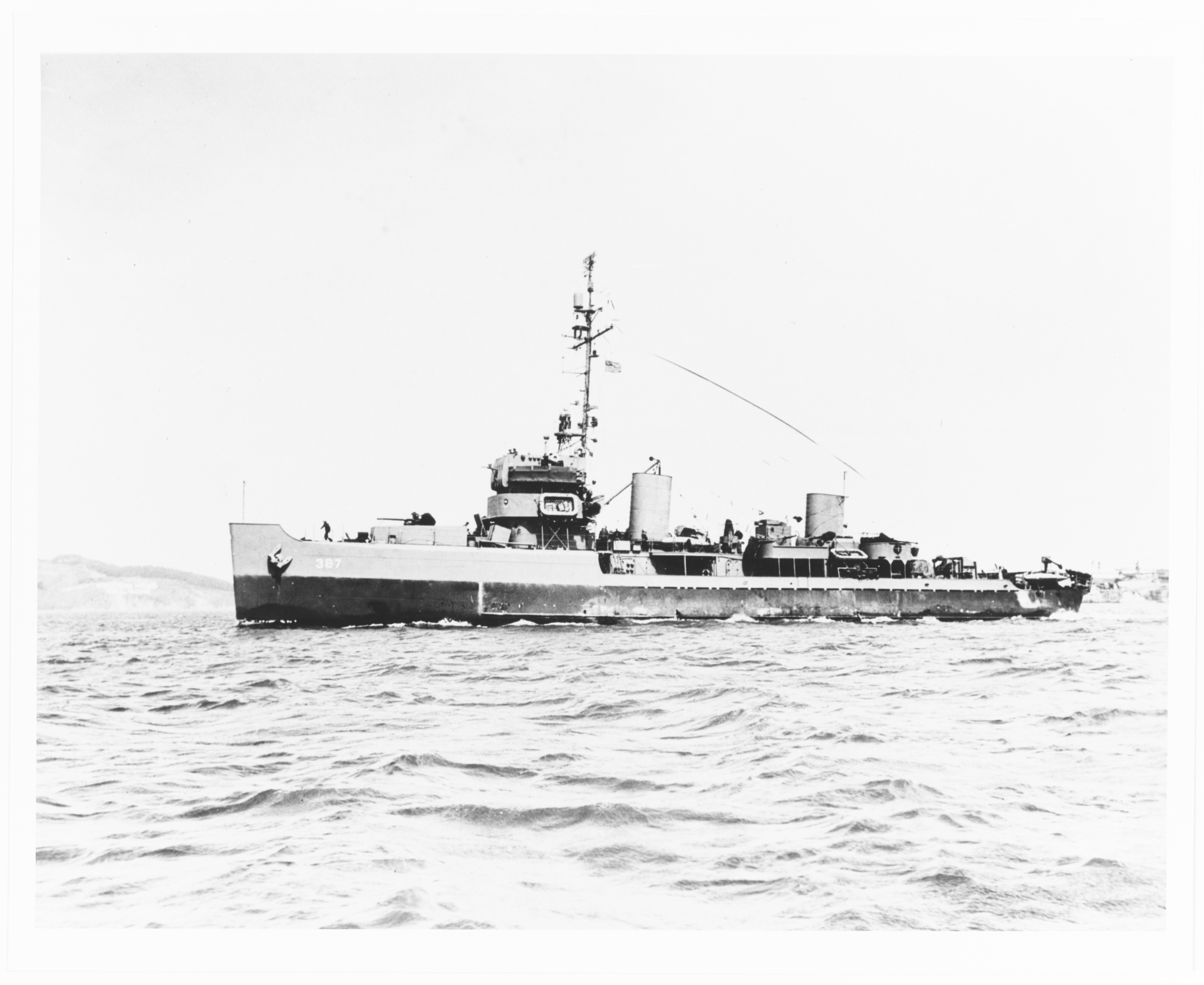
遭擊沉的劍門艦為戰後從美軍接收的海雀級掃雷艦改裝成的巡邏艦

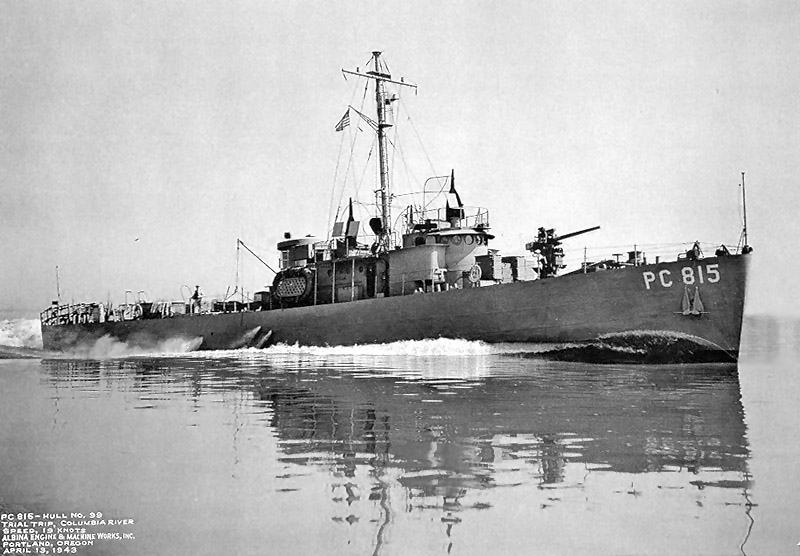
與章江艦同級的PC-461級驅潛艦

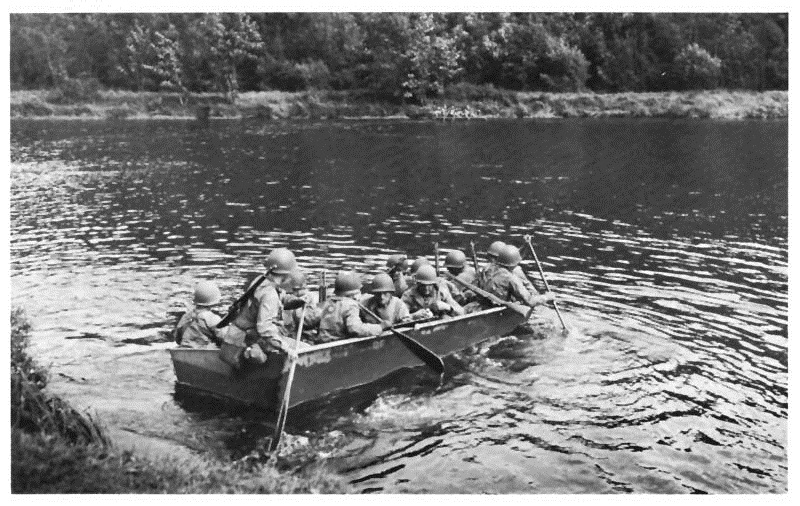
美軍使用的M-2型膠舟

8月5日6時，台湾方面，海軍巡防第二艦隊司令胡嘉恆少將率劍門艦（PCE-45/65，原美國二戰時期海雀級快速掃雷艦，標準排水量890噸，滿載排水量1,250噸，極速18節（33公里/小時））、章江艦（PC-118，原美國二戰時期PC-461級驅潛艦，標準排水量280噸，滿載排水量450噸，極速20節（37公里/小時））及搭載特工人員，離開左營港前往東山島，22時29分于福建省苏尖角东偏南15海里处卸下膠舟與特工人員，隨即巡弋于东山岛东南15海里处海域等待膠舟返回。
8月5日15时12分，中国大陆方面，东海舰队某观通站距离七十七点一浬发现并上报在距左营港84海里处航渡中的军舰。18时05分，已判断清楚两舰是国军海军巡防第二舰队的旗舰、大型猎潜舰“剑门号”和小型猎潜艇“章江号”。南海舰队于18时30分下达了预先号令，指定了参战艇队立即做好作战出航准备。广州军区副司令员兼南海舰队司令员吴瑞林指示汕头水警区组织海上指挥所，水警区副司令员孔照年、水警区参谋长王锦登艇指挥；水警区政治委员李学南、副政治委员张山峰、政治部主任傅敬礼组成岸上指挥所。舰队政委方正平、负责作战的副司令王政柱坐镇舰队指挥所。广州军区司令员与参谋长陶汉章坐镇军区指挥所协调战区个军兵种应急战备。21时30分，海军参谋长张学思、广州军区参谋长陶汉章先后打电话向吴瑞林传达了周恩来总理的四条指示：

一、 要查明确实是蒋介石派来搞“心战活动”的军舰。

二、 可在30海里左右打。

三、 不要打伤外国军舰、商船和渔船。

四、海军、广州军区均不参与这次战役的指挥，由南海舰队吴瑞林司令员负责具体指挥。南海舰队直接向总参谋部副总参谋长李天佑汇报，由李天佑副总长负责协调广州军区空军对作战海域上空的空中掩护。
总参于8月5日23时10分批准了南海舰队上报的作战方案，总参并作出作战指示：

   一、放进来打，越近越好；
    二、集中绝对优势兵力打；
    三、不要打到自己的渔船和外国商船；
    四、打了以后不要追得太远，不要上敌人（诱敌深入）的当；
    五、争取晚上打，拂晓前撤回原地。以防敌机空袭。

中國人民解放軍海軍南海艦隊派出汕頭水警區护卫艇第41大队第3中队的4艘護衛艇（舷号3-558、3-598、3-601、3-611）于21时24分从汕头起航到南澳的云沃湾（云澳）漂泊待命；快艇11支队护卫艇11大队由大队副政委阎凤起率领6艘P-4级鱼雷快艇（131，132，133，134，135，123号）組成第一梯队，22时43分由海门启航。6日零时，在岸上雷达引导下乘夜出击。按照作战预案，解放军意图先擊沈“剑门”大舰，再攻擊“章江”小舰。8月6日1時42分，解放军护卫艇队雷达在兄弟屿以东2海里处，左舷三十度、距离五十链发现国军，随机开始高速追击章江舰，鱼雷艇队追上了劍門舰。同时，兩艦雷达也发现高速接近的解放军两支艇队，在航速相差悬殊无法撤退的情况下，1时50分两舰发挥主炮口径大射程远优势首先開火，拦阻解放军艇队靠近。拦阻无效后，两舰分道撤退，其中剑门舰向正东向澎湖外海撤退；章江舰向东南撤退，意图引走解放军高速护卫艇队，2时51分被解放军4艘高速护卫艇追上围攻，从1,000米一直打到100米距离。艇长崔福俊指挥611艇临时配齐人员刚刚组建，战斗中高速冲到章江舰与解放军艇队之间，遭敌方己方火力夹射包括误击，三个舱进水（锚链舱、前弹药库、前水兵舱，水深达一公尺多），4部主机被打坏3部，16人负伤；轮机兵麦贤得右前额被弹片击中，一直插到靠近左太阳穴的大脑额叶，失去知觉，副指导员包扎好麦贤得伤口后，麦贤得苏醒过来，额上的鲜血糊住了眼睛和睫毛，麦贤得带着重伤在机舱里坚持维护仅存的最后一台主机3个小时，坚持到自航返港。冲过“章江”舰首的601艇转向堵击，中弹4发，艇长吴广维头部中弹在指挥位置上阵亡，刚从北海舰队调来的实习艇长王瑞昌代理指挥。601艇后炮班长姜宜资在为左炮（25mm双联）供弹时，左臀部被弹片炸伤，姜宜资顾不上包扎，站在自己淌下的血窝里坚持供弹直至战斗结束。解放军第一梯队的6条鱼雷艇分成了三个冲击组。第二组134、135艇先是左转避让渔船，后是误把渔船的灯光当成了编队的航迹灯，恰值大编队右转，第二组因此掉队，在海上自行搜索敌人；第一组、第三组也由于故障和误判，不久就无法再参战。海上指挥所指挥员孔照年无法得到鱼雷艇队的支援，只得命令护卫艇队的3艘艇瞄准章江舰水线以下，发射穿甲弹集火射击。章江舰于3时33分沉没在东山岛东南24.7海里处（北纬23度22分、东经117度53分），舰长李准少校以下全部官兵无人生还。
南海舰队司令员吴瑞林指示，鱼雷快艇第11大队政委刘维焕、副大队长张寿瀛率领第二梯队的5艘鱼雷快艇于3时35分由南澳出击，配合孔照年指挥的3艘护卫艇（611号已经负伤自航撤回）于3时45分开始追击在外海徘徊的劍門舰。4时40分，艇队追击至距“剑门”号6海里处。护卫艇队距剑门舰四十多链时，剑门舰向护卫艇队开火，护卫艇队只进行规避，不还击，5时10分，高速接敌七至八链时以猛烈火力向剑门舰射击，仅射击九分多钟，就使剑门舰暂时失去战斗力，掩护了鱼雷快艇抵近发射鱼雷。5时15分，劍門舰艉部弹药舱中弹引爆，舰桥上的胡嘉恆少將因附近的20毫米炮弹箱殉爆而阵亡；劍門號艦長王韞山中校腹部被弹片击中，肠子流出（后被俘）。这时，出港以双纵队42节高速航行的第二梯队5艘鱼雷快艇赶到，孔照年指挥护卫艇让出攻击阵位，机动到劍門號的小舷角，继续炙热射击，压制和吸引劍門號的火力。鱼雷艇队分为两组，占领舷角80度与90度的发射阵位，齐射10枚鱼雷，其中3枚鱼雷分别击中劍門舰艏部、中部机舱、艉部。5时22分，劍門舰沉没于东山岛东南38海里处（北纬23度30.7分、东经118度09分）。
劍門、章江两舰，胡嘉恆少將以下22名军官、175名舰员与特工阵亡，王韞山中校、第二舰队参谋黄致君中校以下33人落海被俘。仅有1名“海啸”特工跳海漂流，被外籍商船救起后经香港返台。6时35分，4架F-100战机从屏东机场起飞，于7时12分到达海战区域。
解放军海军2艘护卫艇、2艘鱼雷艇负伤，601艇艇长吴广维、611艇机电军士长杨映松、601艇枪炮兵朱永德等4人阵亡，28人负伤。
中国人民解放军海军在此役採用近戰、夜戰的戰術，依照集中使用兵力、形成局部優勢的原則，先用护卫艇打亂對方陣形，再用魚雷艇進行致命一擊。因近海作战是在岸上雷达有效观察范围內，岸上指挥员能全面地掌握整个战区的情况，准确指挥引导艇队接近敌人；海上指挥员因受种种条件的限制，对掌握整个战区的情况比较困难。八六海战主要由岸上指挥员指挥，海上指挥员有时只能掌握两艘高速护卫艇；甚至在鱼雷快艇要求海上指挥所实施引导时，由于不了解整个战区情况，转由岸上指挥引导鱼雷快艇。海上指挥员对当面情况了解清楚，因此在总的战斗意图下可以机断行事，实施现場指挥，例如在第一阶段在护卫艇队雷达无法判明对方舰艇是剑门或章江的情况下，果断决定抓住当面敌舰猛打。
中華民國國防大學的王蜀寧分析國軍失敗的原因，包括未能從之前的五一海戰，檢討發現解放军戰力、戰法已經改變，而因應調整值行任務之兵力及方式，是失敗的主因。此外既然知道共軍的觀測通訊系統已經能夠掌握國軍艦艇動態，還要在此不利條件下執行任務，也是失敗的重大因素。
由于是次败仗，时任中華民國海軍總司令劉廣凱于8月30日引咎辭職。

## 战后
中華民國海軍加速推動海軍的現代化，大批購買美國封存的高速運輸艦為山字級巡防艦取代舊艦，並引進大批美軍除役的二戰型驅逐艦作為艦隊主力。此外推動艦隊飛彈化，加裝對船、防空飛彈和反潛火箭；全面改裝為因應現代的威脅的數位化戰鬥系統；引進現代化的雷達、聲納、通信和全功能的電子作戰系統。
胡嘉恆（原名胡德華）为電雷學校第三期畢業生，是1949年以來国军陣亡最高軍階海軍軍官，死後追贈為中將。左營三角公園建有胡嘉恆將軍陣亡紀念碑。左營軍區故事館展出「劍門」、「章江」軍艦影像史料，館中先烈將士紀念牆記載了此役陣亡將士的姓名。
中国人民解放军海军护卫艇611艇负伤的轮机兵麦贤得，1966年2月23日被中华人民共和国国防部授予“战斗英雄”称号。孔照年副司令员率领的海上指挥所乘坐598号护卫艇“海上先锋艇”（此战之前1965年5月24日该艇依中华人民共和国国防部第43号命令被授予“海上先锋艇”荣誉称号）作为编队指挥艇，战斗中始终冲在最前面，该艇无一人伤亡，战后598艇荣记集体一等功，该艇参战的30名战士，其中有26人被陆续提幹为军官；艇长石天定、艇指导员徐寿祺也荣立一等功。中国人民解放军海军于1965年8月授予611号护卫艇以“海上英雄艇”、119号鱼雷艇以“英雄快艇”称号。611艇机电班长黄汝省头部、胸部负伤十七处，身上弹片有四十五个，鲜血滿脸滿身，一手捂住右眼继续坚持工作，保证了611艇单机自航动力，战后荣获一等功。
毛泽东在战后南海舰队的报告上批示：“仗打得好，电报也写得好。”、“‘八六海战’要公开发表。”
中国人民解放军海军政治部文工团话剧团后来根据八六海战和烏坵海戰创作了话剧《夜海战歌》。

## 註解
1. ↑  王瑞昌在1990年代初期任旅顺海军基地副政委、少将军衔
2. ↑  姜宜资1988年9月被授予海军少将军衔，任南海舰队副参谋长。
3. ↑  石天定后来历任海军副参谋长、北海舰队副司令员等职。1988年被授予海军少将军衔。
4. ↑  徐寿祺后来历任川岛水警区政治部主任、海军广州基地政治部副主任等职。1988年被授予海军少将军衔。1995年12月退休。

### 引用
1. ↑  吴瑞林. . 《纵横》. No. 第3期. 2006年  [2017-05-22]. （原始内容存档于2019-05-02）.
2. ↑  . 中華民國海軍全球資訊網.   [2012-11-03]. （原始内容存档于2014-09-10）.
3. ↑  金智. . 《軍事史評論》 (國防部政務辦公室史政編譯處). 2018年6月1日, (第25期): 141  [2022年8月8日]. （原始内容存档于2022年8月8日）.
4. ↑  劉廣凱. . 中央研究院近代史研究所. 1994年: 188. ISBN 978-957-671-199-2.
5. 1 2  金智. 孫建中總編輯. . 《軍事史評論》 (國防部政務辦公室史政編譯處). 2020-06-01, (第27期): 205. ISSN 1994-1943.
6. ↑  . . 中央研究院近代史研究所. 2002年: 89,91. ISBN 957-671-897-X. PDF[]
7. ↑  何森 (编). . 吉林出版集團: 14. 2011年3月1日  [2022年8月8日]. ISBN 9787999206255. （原始内容存档于2022年8月8日） –Google Books.
8. ↑  《中國大百科全書·軍事Ⅰ》，北京：中國大百科全書出版社，1989年，第9頁
9. ↑  . 中時新聞網.   [2020-07-21]. （原始内容存档于2021-02-19）.
10. ↑  Alexander C. Huang. . Mark A. Ryan; David M. Finkelstein; Michael A. McDevitt  (编). . Routledge. 2016-04-29: 260–261. ISBN 978-1-134-94250-3.
11. ↑  王蜀寧. . 《海軍學術雙月刊》 (國防部海軍司令部). 2008年12月, 第42卷 (第6期) [民97]  [2020-07-17]. ISSN 2076-9067. （原始内容存档于2021-02-26）.
12. ↑  《明報月刊》，1992年3月號，香港：明報雜誌有限公司，第98頁
13. ↑  蘭寧利∕海軍退役中將. . 聯合報.   [2020-07-21]. （原始内容存档于2021-02-19）.
14. ↑  傅建中. . 中國時報. 2011-01-07  [2020-07-21]. （原始内容存档于2021-02-19）.
15. ↑  . tw.news.yahoo.com.   [2022-03-14]. （原始内容存档于2022-02-18）.
16. ↑  . library.taiwanschoolnet.org.   [2022-02-18]. （原始内容存档于2022-02-18）.
17. ↑  . 青年日報. 2018年5月16日  [2022年3月14日]. （原始内容存档于2022年2月18日）.
18. ↑  . TVBS新聞網. 2018-08-06  [2022-02-18]. （原始内容存档于2022-02-18）.
19. ↑  . Facebook.   [2022-03-14]. （原始内容存档于2022-02-18）.
20. ↑  . 人民网.   [2015-02-09]. （原始内容存档于2016-03-04）.
21. ↑  .   [2016-01-25]. （原始内容存档于2011-04-27）.
22. ↑  . 人民日报. 1966-02-11 –人民日报历史.